# Peter Püspöki Nagy
Peter Püspöki Nagy (* 19. April 1944 in Podunajské Biskupice / Slowakei) ist ein slowakischer Heraldiker, Historiker und Schriftsteller.

## Leben
Peter Nagy wurde als Älterer der beiden Söhne des Bäckermeisters Peter Nagy (d. Ä.) und dessen aus Preßburg stammenden Ehefrau, Razalia geb. Wurm geboren. Die Familie war eng mit dem Heimatort Podunajske Biskupice (deutsch Bischdorf, ungarisch Püspöki, später Pozsonypüspöki) verbunden. Die Ahnen väterlicherseits waren ungarische Landwirte, der Großvater war Bürgermeister des Ortes. Aus Verbundenheit zu seiner Heimatortschaft legte sich Peter Nagy zu Beginn seiner publizistischen Tätigkeit den ungarischen Namen seines Geburtsortes „Püspöki“  als Pseudonym zu.
Nach dem Besuch der Grundschule in seinem Heimatort besuchte er das Ungarische Gymnasium in Bratislava, wo er 1962 auch das Abitur ablegte. Ursprünglich beabsichtigte er katholischer Priester zu werden deshalb inskribierte er 1962 an der Katholischen Theologischen Fakultät der Comenius-Universität in Bratislava (slow. Rímskokatolícká Cyrilometodská Bohoslovecká Fakulta). Wegen Meinungsverschiedenheiten mit der Fakultätsleitung wurde er 1967 gezwungen, die Fakultät zu verlassen. Er wechselte an die Philosophische Fakultät der Universität und wurde Historiker und Bibliothekar. 1971 erhielt er das Abschluss-Diplom. Danach war Püspöki Nagy wissenschaftlich tätig. Die Schwerpunkte seiner Forschungen waren die ungarische Geschichte des frühen Mittelalters, Geschichte der Schrift und Heraldik. Seine Dissertation schloss er 1972 ab.
Im Jahre 1974 wurde Püspöki Nagy zum korrespondierenden Mitglied der Internationalen Akademie für Heraldik (Académie Internationale d´Héraldique) in Paris gewählt.
1987 folgte er einen Ruf nach Ungarn. Zwischen 1987 und 1992 unterrichtete er als Hochschullehrer an der Eötvös Loránt Universität in Budapest. Im Jahre 1993 wechselte er an die Reformierte Károli Gáspár Universität, ebenfalls in Budapest.
Peter Püspöki Nagy war nach der politischen Wende auch als Berater der ungarischen Regierung bei der heraldischen Gestaltung des neuen ungarischen Staatswappens.
Mit seiner in Chicago erschienenen Schrift A tények erejével (dt.: „Durch Kraft der Tatsachen“), in welcher die Rolle und Wirkung des 'Großmährischen Reiches' auf die heutige Slowakei abgehandelt wird, stieß er auf heftigen Widerstand bei slowakischen Historikern und löste damit erbitterte kontrovers geführte fachliche Diskussionen aus (siehe Weblinks).
Im Jahre 1993 erhielt er in Ungarn für seine wissenschaftlichen Verdienste den „Albert Szent-Györgyi-Preis“ (ung.: Szent-Györgyi Albert -díj).
Peter Püspöki Nagy ist verheiratet und befindet sich im Ruhestand. Er wohnt in seinem Vaterhaus in Podunajské Biskupice und hat keine eigenen Nachkommen.

## Schriften (Auswahl)
- 1968 Püspöki mezőváros története („Die Geschichte von Podunajské Biskupice“)
- 1970 Dunaszerdahely város címere („Das Wappen von Niedermarkt“)
- 1973 Rozsnyó város címere („Das Wappen von Resenau“)
- 1976 Zseliz város címere – Erb mesta Želiezoviec („Das Wappen von Zeliz“)
- 1985 A Csallóköz vízrajzi képének története Strabón Geógraphikájától IV. Béla király koráig („Die Geschichte der Hydrographie auf der Großen Schüttinsel bis zur Zeit Béla IV.“)
- 1989 Piacok és vásárok kezdetei Magyarországon, 1000–1301 („Märkte und Marktflecken in Ungarns Frühzeit, 1000–1301“)
- 1989 A Csallóköz neveiről, Győr („Über die Namen der Großen Schüttinsel“)
- 1992 A latin paleográfia válogatott bibliográfiája („Ausgewählte Bibliographie der lateinischen Paleographie“)
- 2002 Szent Gellért csanádi püspök-vértanú élete és műve („Leben und Werk des Märtyrers von Csanád, des heiligen Gellért“)

## Entwürfe für die Wappen einzelner Ortschaften in der Slowakei
Nach der Wende im Jahre 1989 entwickelte Püspöki Nagy für sieben Ortschaften in der Slowakei heraldische Städtewappen, für die er auch wissenschaftliche Begründungen abgab. Es handelte sich um folgende Ortschaften:
- Dunajská Streda (ung. Dunaszerdahely, dt.: Niedermarkt)
- Nesvady (ung. Naszvad)
- Rožňava (ung. Rozsnyó, dt.: Rosenau)
- Šahy (ung. Ipolyság, dt.: Eipelschlag)
- Štúrovo (ung. Párkány, dt.: Gackern)
- Veľký Meder (ung. Nagymegyer, dt. Groß-Magendorf)
- Želiezovce (ung. Zselíz, dt.: Zeliz)

### Galerie

Dunajská Streda
Nesvady
Rožňava
Šahy
Štúrovo
Veľký Meder
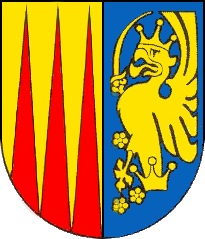
Želiezovce